# Ropotamo-Gletscher
Der Ropotamo-Gletscher (bulgarisch ледник Ропотамо lednik Ropotamo) ist ein Gletscher im Südosten der Livingston-Insel im Archipel der Südlichen Shetlandinseln. In den Tangra Mountains wird er nordwestlich durch den Asen Peak und den Delchev Peak flankiert. Er fließt in südöstlicher Richtung zur Yantra Cove an der Bransfieldstraße.
Die bulgarische Kommission für Antarktische Geographische Namen benannte ihn 2004 nach dem Ropotamo, einem Fluss in Bulgarien.